# Чутких, Александр Степанович
Александр Степанович Чутких (1903—1986) — советский хозяйственный, государственный и политический деятель.

## Биография
Родился 2 (15 августа) 1903 года в селе Павелец (ныне рабочий посёлок, Скопинский район, Рязанская область).
С 1922 года — на хозяйственной, общественной и политической работе. В 1922—1958 годах — рабочий, помощник мастера ткацкого цеха, организатор социалистического соревнования бригад за отличное качество продукции, технический мастер цеха на Краснохолмском текстильном комбинате города Москвы.
В 1949 году выступил организатором социалистического соревнования бригад за отличное качество продукции. Овладев своей специальностью, обслуживал 34 (вместо 24) широких ткацких станка. Член ВКП(б) с 1950 года.
Избирался депутатом Верховного Совета СССР 3-го и 4-го созывов.
Член Советского комитета защиты мира.
С 1958 года — персональный пенсионер.
Жил в районе Песчаных улиц. Умер в 1986 году. Похоронен в Москве на Ваганьковском кладбище.

## Награды и премии
- Сталинская премия третьей степени (1949) — за внедрение рациональных высокопроизводительных методов работы в текстильной промышленности, обеспечивающих выпуск продукции отличного качества и получивших широкое распространение в других отраслях народного хозяйства[3].